# Ravne pri Zdolah
Ravne pri Zdolah je naselje u Općini Krško u istočnoj Sloveniji. Ravne pri Zdolah se nalazi u pokrajini Dolenjskoj i statističkoj regiji Donjoposavskoj. 

## Stanovništvo
Prema popisu stanovništva iz 2002. godine Ravne pri Zdolah su imale 182 stanovnika.

## Vanjske poveznice
- Satelitska snimka naselja  Arhivirana inačica izvorne stranice od 29. srpnja 2017. (Wayback Machine)